# 향음악사
향음악사는 서울 서대문구 연세로9길 3 (신촌)에 위치한 음반 전문 매장으로, 국내 인디뮤직 (독립 음악) 음반을 독점적으로 공급하던 음반사이다.
1991년 6월 오픈하였고, 2016년 3월 12일로 매장영업을 종료하였다. 현재는 온라인 매장인 '향뮤직'으로만 운영되는 중이다.